# Boy Like You (singel Charlee)
Boy Like You - debiutancki singel austriackiej piosenkarki Charlee pochodzący z jej pierwszego albumu This Is Me, singel został napisany przez Keshę Sebert, Alexa Jamesa i Davida Gamsona.

## Lista utworów
- Digital download

1. "Boy Like You" – 3:07

## Historia wydania
| Kraj    | Data             | Format                   |
| ------- | ---------------- | ------------------------ |
| Austria | 27 sierpnia 2010 | singel, digital download |
| Niemcy  | 27 sierpnia 2010 | singel, digital download |